# Lionel Francis
Lionel Francis (ur. 14 czerwca 1964) – bokser, pochodzący z Antigui i Barbudy.

## Kariera
Brał udział w imprezie wagi koguciej na Letnich Igrzyskach Olimpijskich 1988 i przegrał z Ndabą Dube, kończąc na 33. miejscu. Francis reprezentował także Antiguę i Barbudę na Igrzyskach Panamerykańskich w 1987 roku, przegrywając z Domingo Damigella w wadze koguciej.